# К-44 «Рязань»
| К-44 «Рязань» | К-44 «Рязань»                                                              | К-44 «Рязань»                                                              |
| --- | -------------------------------------------------------------------------- | -------------------------------------------------------------------------- |
| К-44 «Рязань» |                                                                            |                                                                            |
| |                                                                            |                                                                            |
| Схематичне зображення підводного човна проєкту 667БДР «Кальмар», до якого належав К-44 «Рязань»                                                                                        |                                                                            |                                                                            |
| Верф | завод № 402, Сєверодвінськ                                                 | завод № 402, Сєверодвінськ                                                 |
| Під прапором | СРСР Росія                                                                 | СРСР Росія                                                                 |
| Належність | Військово-морський флот СРСР · Військово-морські сили Російської Федерації | Військово-морський флот СРСР · Військово-морські сили Російської Федерації |
| Порт приписки | Вілючинськ, Гаджієво                                                       | Вілючинськ, Гаджієво                                                       |
| На честь | Рязань                                                                     | Рязань                                                                     |
| Закладений | 31 січня 1980                                                              | 31 січня 1980                                                              |
| Спуск на воду | 19 січня 1982                                                              | 19 січня 1982                                                              |
| Введений до складу флоту | 17 вересня 1982                                                            | 17 вересня 1982                                                            |
| Перейменований | 10 січня 1998 року присвоєне найменування «Рязань»                         | 10 січня 1998 року присвоєне найменування «Рязань»                         |
| Виведений зі складу флоту | 2023                                                                       | 2023                                                                       |
| На службі | 1982–2023                                                                  | 1982–2023                                                                  |
| Сучасний статус | в утилізації                                                               | в утилізації                                                               |
| Бойовий досвід | Холодна війна                                                              | Холодна війна                                                              |
| Проєкт |                                                                            |                                                                            |
| Тип ПЧ | багатоцільовий атомний підводний човен                                     | багатоцільовий атомний підводний човен                                     |
| Розробник проєкту | ЦКБМТ «Рубін»                                                              | ЦКБМТ «Рубін»                                                              |
| Головний конструктор | Ковальов С. М.                                                             | Ковальов С. М.                                                             |
| Класифікація НАТО | Delta III                                                                  | Delta III                                                                  |
| Основні характеристики |                                                                            |                                                                            |
| Швидкість (надводна) | 14 вузлів (27 км/год)                                                      | 14 вузлів (27 км/год)                                                      |
| Швидкість (підводна) | 24 вузла (47 км/год)                                                       | 24 вузла (47 км/год)                                                       |
| Робоча глибина занурення | 390 м                                                                      | 390 м                                                                      |
| Гранична глибина занурення | 450 м                                                                      | 450 м                                                                      |
| Автономність плавання | 90 діб                                                                     | 90 діб                                                                     |
| Екіпаж | 130 осіб                                                                   | 130 осіб                                                                   |
| Розміри |                                                                            |                                                                            |
| Довжина найбільша (по КВЛ) | 155 м                                                                      | 155 м                                                                      |
| Ширина корпусу найб. | 11,7 м                                                                     | 11,7 м                                                                     |
| Середня осадка (по КВЛ) | 8,7 м                                                                      | 8,7 м                                                                      |
| Водотоннажність надводна | 10 600 т                                                                   | 10 600 т                                                                   |
| Водотоннажність підводна | 16 000 т                                                                   | 16 000 т                                                                   |
| Силова установка |                                                                            |                                                                            |
| Атомна: 2 × водо-водяних ректори ВМ-4С 2 ГТЗА з ешелонним розташуванням по 20 000 к.с. 2 АТГ по 3000 кВт кожен, 2 групи АБ, 2 ДГ ДГ-460 по 460 кВт, 2 електродвигуни економічного ходу |                                                                            |                                                                            |
| Гвинти | 2                                                                          | 2                                                                          |
| Потужність | 180 МВт                                                                    | 180 МВт                                                                    |
| Озброєння |                                                                            |                                                                            |
| Торпедно- мінне озброєння | 4 ТА калібру 533-мм (16 торпед)                                            | 4 ТА калібру 533-мм (16 торпед)                                            |
| Ракетне озброєння | ракетний комплекс Д-9Р з БРПЧ 16 ракет Р-29Р                               | ракетний комплекс Д-9Р з БРПЧ 16 ракет Р-29Р                               |
| ППО | 2 × ПЗРК «Стріла-2М»                                                       | 2 × ПЗРК «Стріла-2М»                                                       |

К-44 «Рязань» (рос. К-44 «Рязань») — радянський/російський багатоцільовий атомний підводний човен проєкту 667БДР «Кальмар». Закладений 31 січня 1980 року на заводі № 402 у Сєверодвінську під заводським номером 376. 19 січня 1982 року спущений на воду. 17 вересня 1982 року включений до складу Північного флоту ВМФ СРСР. 10 січня 1998 року у зв'язку із встановленням шефства над човном адміністрацією Рязанської області названий ім'ям обласного центра.

## Історія
24 листопада 1982 К-44 включений до складу Північного флоту 13-ї дивізії підводних човнів 3-ї флотилії підводних човнів Північного флоту з базуванням на ВМБ на губі Оленья. У 1986 році здійснив похід у район Північного полюса. У 1990 році переданий до складу 31-ї дивізії підводних човнів 3-ї флотилії підводних човнів з базуванням в бухті Ягельна. 28 липня 1990 — 31 грудня 1993 (за деякими даними — 27.01.1992 — 21.10.1994) пройшов середній ремонт з модернізацією на судноремонтному заводі «Звєздочка» в Сєвєродвінську.
7 червня 1995 року здійснив пуск ракети-носія «Волна» з акваторії Баренцевого моря. У травні 1996 року здобув звання «найкращий корабель Північного флоту». 1996 року отримав приз Головкома ВМФ з ракетної підготовки.
4 жовтня 1999 року під час виконання запуску з підводного положення на момент виходу ракети з шахти відірвалася нижня частина першого ступеня ракети. Головну частину розстріляли з АК-630 після спливання човна. На борту човна в цей час перебував головнокомандувач флоту адмірал В. І. Куроєдов.
У 2005—2007 роках пройшов сервісне обслуговування щодо продовження міжремонтних термінів на заводі «Звєздочка» у Сєвєродвінську.
1 серпня 2008 року виконав пуск балістичної ракети з підводного становища в акваторії Баренцевого моря. У серпні-вересні 2008 року здійснив перехід на Тихоокеанський флот Північним морським шляхом.
У жовтні 2008 року К-44 «Рязань» переведений до складу Тихоокеанського флоту. З 2011 року знаходився на ремонті та модернізації. 15 лютого 2017 року підводний човен повернувся до строю.
15 вересня 2017 року підводний човен провів підводний торпедний дуель з АПЧ «Кузбас».
У жовтні 2019 року підводний човен брав участь у стратегічному командно-штабному навчанні «Гром-2019». За даними ЗМІ, під час запуску міжконтинентальних балістичних ракет Р-29Р виникла позаштатна ситуація і одна з двох МБР не вийшла з пускової установки.
За даними на початок 2024 року, підводний човен К-44 «Рязань» списаний з бойового складу флоту та перебуває на утілізації.